# E la nave va
E la nave va is een Italiaanse filmkomedie uit 1983 onder regie van Federico Fellini.

## Verhaal
In 1914 vaart een schip uit met de as van een overleden operazangeres aan boord. Onder de passagiers bevinden zich edellieden, acteurs en operazangers. De zeereis begint zeer aangenaam, maar de sfeer slaat om op het ogenblik dat de kapitein een groep Servische schipbreukelingen opneemt. Ze zijn op de vlucht geslagen, omdat ze bang zijn dat de Eerste Wereldoorlog spoedig zal uitbreken.

## Rolverdeling
| Acteur            | Personage               |
| ----------------- | ----------------------- |
| Freddie Jones     | Orlando                 |
| Barbara Jefford   | Ildebranda Cuffari      |
| Victor Poletti    | Aureliano Fuciletto     |
| Peter Cellier     | Reginald J. Dongby      |
| Elisa Mainardi    | Teresa Valegnani        |
| Norma West        | Violet Dongby Albertini |
| Paolo Paoloni     | Meester Albertini       |
| Sarah-Jane Varley | Dorotea                 |
| Fiorenzo Serra    | Groothertog             |
| Pina Bausch       | Prinses Lherimia        |
| Pasquale Zito     | Graaf van Bassano       |
| Linda Polan       | Ines Ruffo Saltini      |
| Philip Locke      | Premier                 |
| Jonathan Cecil    | Ricotin                 |
| Maurice Barrier   | Ziloev                  |